# Пфаффеншлаг-бай-Вайдхофен-ан-дер-Тайя
Пфаффеншлаг-бай-Вайдхофен-ан-дер-Тайя (нем. Pfaffenschlag bei Waidhofen an der Thaya) — коммуна (нем. Gemeinde) в Австрии, в федеральной земле Нижняя Австрия. 
Входит в состав округа Вайдхофен.  Население составляет 981 человек (на 31 декабря 2005 года). Занимает площадь 29,67 км². Официальный код  —  32214.

## Политическая ситуация
Бургомистр коммуны — Йоханнес Земпер (АНП) по результатам выборов 2005 года.
Совет представителей коммуны (нем. Gemeinderat) состоит из 15 мест.
- АНП занимает 13 мест.
- СДПА занимает 1 место.
- АПС занимает 1 место.